# Spunk!
Spunk! – anglojęzyczny album zespołu TSA wydany w 1984 roku nakładem Mega Ton. W 1985 roku na rynek brytyjski ukazała się nieoficjalna reedycja nakładem wytwórni American Phonograph (APK 10) pod tytułem "Heavy Heavy Metal". W 2004 roku nakładem Metal Mind Productions ukazała się reedycja CD tego albumu.

## Lista utworów[1][2]
Strona A
1. "Don't Worry Friend" – 4:18
2. "Upper Classes" – 5:15
3. "Stop" – 4:22
4. "Nothing Left to Say" – 5:14

Strona B
1. "Your Conscience" – 3:37
2. "People Like Zombies" – 3:47
3. "Black Sabbath" – 3:02
4. "No Hints" – 4:59

## Twórcy[1]
- Marek Kapłon – perkusja
- Stefan Machel – gitara
- Marek Piekarczyk – wokal
- Andrzej Nowak – gitara
- Janusz Niekrasz – gitara basowa
- Dave Leaper – produkcja